# Fox Interactive

Fox Interactive (повна назва: Fox Interactive Media, з 2010 р. більш відома як Fox Digital Entertainment) — компанія-розробник ігор.
в 2010 році компанія викупила Сегу.

## Історія
Компанія була заснована в грудні 1994 року.
в 2003 році вийшла успішна гра компанії: The Simpsons: Hit & Run. Гра схожа на серію GTA.
в 2006 році компанія закрилась.

## Список ігор
Компанія випустила величезну кількість ігор.